# عجیب (ترانه شوگا)
«عجیب» (انگلیسی: Strange) ترانه‌ای از خواننده اهل کره جنوبی، شوگا از بی‌تی‌اس که با نام آگوست دی نیز شناخته می‌شود، با همکاری آراِم، رپر و همگروهی‌اش در بی‌تی‌اس است. «عجیب» در ۲۲ مه ۲۰۲۰، توسط بیگ هیت میوزیک به عنوان چهارمین ترانه از دومین میکس‌تیپ شوگا به نام دی-۲ منتشر شد.

## جدول‌های موسیقی
| جدول (۲۰۲۰)                             | بالاترین جایگاه |
| --------------------------------------- | --------------- |
| مجارستان (۴۰ تک‌آهنگ برتر)               | ۲۶              |
| ترانه‌های دیجیتال ایالات متحده (بیلبورد) | ۱۰              |